# جيرمان (نيويورك)
جيرمان (بالإنجليزية: German, New York)‏ هي منطقة سكنية تقع في الولايات المتحدة في مقاطعة تشينانغو، نيويورك. يقدر عدد سكانها بـ 370 نسمة ومساحتها 73.6 كم2 وترتفع عن سطح البحر 459 متر.